# Live in Mons
Live in Mons je album v živo Janeza Bončine - Benča in Big Banda RTV Slovenija. Album vsebuje dvanajst priredb Benčevih uspešnic. Big Bandu je dirigiral Tadej Tomšič.
O albumu je Benč dejal: »Bilo je samo vprašanje časa, kdaj se mi bo to zgodilo… v vseh letih glasbenega ustvarjanja sem nekje v sebi čutil, da dobre pesmi dobijo svojo pravo obliko in vsebino le v sodelovanju z vrhunskimi glasbeniki in aranžerji… te energije smo združili na “live” koncertu v Monsu… to je to, kaj zdaj?«

## Seznam skladb
| Št. | Naslov                                                          | Dolžina |
| --- | --------------------------------------------------------------- | ------- |
| 1.  | „Bendologija (Love Town)‟ (Booker Newberry III)                 | 4:20    |
| 2.  | „Kadar ognji dogorijo‟ (Janez Bončina/Alenka Štebe/Aleš Avbelj) | 6:20    |
| 3.  | „I Feel Love‟ (Bončina/Bončina/Grega Forjanič)                  | 4:45    |
| 4.  | „Poet‟ (Bončina/Brane Kastelic/Avbelj)                          | 4:30    |
| 5.  | „Nosila je rdečo rožo‟ (Bončina/Bončina/Tadej Tomšič)           | 4:55    |
| 6.  | „Maja z biseri‟ (Jure Robežnik/Dušan Velkaverh/Forjanič)        | 3:10    |
| 7.  | „Gvendolina, kdo je bil?‟ (Bončina/Velkaverh/Matjaž Mikuletič)  | 5:45    |
| 8.  | „V veri da boš srečna‟ (Bončina/Ciril Zlobec/Mikuletič)         | 6:28    |
| 9.  | „Mr. Soul‟ (Forjanič/Bončina/Forjanič)                          | 5:10    |
| 10. | „Navali narod na gostilne‟ (Bončina/Kastelic/Tomšič)            | 5:10    |
| 11. | „Ta noč je moja‟ (Bončina/Kastelic/Tomšič)                      | 5:25    |
| 12. | „Ob šanku‟ (Bončina/Kastelic/Forjanič)                          | 5:00    |

## Solisti
- Janez Bončina - Benč – vokal
- Primož Grašič – kitara (2, 11)
- Adam Klemm – tenor saksofon (3)
- Blaž Jurjevčič – klavir (2, 3, 8)
- Matjaž Mikuletič – trombon (5)
- Blaž Trček – bariton saksofon (7)
- Aleš Avbelj – bas (9)
- Aleš Rendla – bobni (9)
- Goran Moskovski – tolkala (9)
- Tadej Tomšič – tenor saksofon (9)
- Dominik Krajnčan – trobenta (10)
- Aleš Suša – alt saksofon (11)

### Big Band RTV Slovenija
- Tadej Tomšič – dirigent

#### Saksofoni
- Adam Klemm
- Aleš Suša
- Blaž Trček
- Miha Havlina
- Primož Fleischman

#### Trobente
- Andy Pesendorfer
- Dominik Krajnčan
- Marko Misjak
- Tomaž Grintal

#### Tromboni
- Emil Spruk
- Klemen Repe
- Marjan Petrej
- Matjaž Mikuletič

#### Ritem sekcija
- Blaž Jurjevčič – klavir, fender klavir
- Primož Grašič – kitara
- Aleš Avbelj – bas
- Goran Moskovski – tolkala
- Aleš Rendla – bobni